# Le Sceau de l'Ange

Le Sceau de l'Ange est le second roman de l'écrivain Christophe Vergnaud, publié aux éditions La Table Ronde le 20 octobre 2005. 

## Présentations

### Présentation générale
L'action se situe dans la ville de Tulle et ses environs. Ce second livre de Christophe Vergnaud appartient au genre du roman policier; son intrigue apparaît plus complexe et plus sombre que le premier opus de l'écrivain, Riesling Connection. La réflexion philosophique demeure, mais ne fait pas appel à des auteurs, contrairement au précédent livre: elle se veut plus personnelle et se fond dans l'intrigue avec fluidité.

### Présentation de l'éditeur
« Quand on fait le métier de flic, il faut toujours se méfier des apparences. Or, au début de cette histoire, le lieutenant de police Ange ne s'est pas assez méfié. Faut le comprendre, tout paraissait si simple: un psychiatre qui disparaît avec un patient très dangereux, c'est forcément l'aliéné qui dirige les opérations. Mais Ange va remonter dans le passé des deux hommes et découvrir que leurs relations sont beaucoup plus complexes. Sans compter qu'en y regardant de plus près, le lecteur devrait lui aussi se méfier de ce que lui raconte le lieutenant Ange. Pas sûr que ce flic qui travaille seul soit aussi net qu'il voudrait le faire croire. Pas sûr que ces deux types qu'il recherche soient si inconnus de lui... »